# La Gran Fuga
The Big Break - La Gran Fuga  is het vijfde studioalbum van de Puerto Ricaans/Amerikaanse trombonist Willie Colón. Het werd in oktober 1970 op Fania uitgebracht en continueerde het succes van de met goud bekroonde voorganger Cosa Nuestra.

## Achtergrond
De hoesfoto van La Gran Fuga persifleert het opsporingsbiljet van de FBI (hier een afkorting van Freaks Bureau of Investigation). Volgens het begeleidend schrijven voor- en achterop zou Colón (20) in het bezit zijn van een trombone met aanstekelijke ritmes en derhalve een gevaar vormen voor de mensheid. Vanwege zijn geuzennaam en debuutalbum El Malo zou Colón tot midden jaren 70 op zijn platenhoezen als crimineel poseren.

## Tracklijst
Alle muziek en teksten zijn geschreven door Willie Colón, tenzij anders aangegeven. 
| Nr. | Titel                  | Duur |
| --- | ---------------------- | ---- |
| 1.  | Ghana' E               | 4:01 |
| 2.  | Pa' Colombia           | 5:47 |
| 3.  | No Cambiare            | 3:37 |
| 4.  | Sigue Feliz            | 4:12 |
| 5.  | Barrunto               | 5:52 |
| 6.  | Abuelita               | 4:21 |
| 7.  | Panameña               | 6:36 |
| 8.  | Canción Para Mi Suegra | 0:55 |

## Personeel

### Muzikanten
- Willie Colón: trombone, bandleider
- Héctor Lavoe: zang
- Willie Campbell: trombone
- Milton Cardona: conga
- Louie "Timbalito" Romero: timbales
- José Mangual Jr.: bongo
- "El Profesor" Joe Torres: piano
- Santi González: bas

### Overigen
- Jerry Masucci: producer
- Johnny Pacheco: opnameleider
- Izzy Sanabria: hoesontwerper